# Ciringa
Ciringa je naselje u slovenskoj Općini Kungoti. Ciringa se nalazi u pokrajini Štajerskoj i statističkoj regiji Podravskoj. 

## Stanovništvo
Prema popisu stanovništva iz 2002. godine naselje je imalo 109 stanovnika.